# Флавий Констанций Феликс
Флавий Констанций Феликс (лат. Flavius Constantius Felix) — политический деятель Западной Римской империи. Во время его консульства в 428 году было изготовлено несколько консульских диптихов, один из которых сохранился до наших дней.
Феликс служил во времена правления императоров Валентиниана III и Феодосия II. Между 425 (в тот год он стал патрикием) и 429 годом он занимал должность магистра обеих милиций и защищал Италию, но, несмотря на краткие упоминания его военных действий в Notitia Dignitatum, его подчиненные Бонифаций и Флавий Аэций сыграли в них большую роль, чем он сам.
В 426 по приказу Феликса был убит епископа Арелата Патрокл и римский диакон Тит. В следующем году он выступал против восстания Бонифация в Северной Африке, отправив некоторую часть войск в эту провинцию.
В 428 году Феликс был избран консулом на Западе. В мае 430 года Феликс, его жена Падусия и диакон Грунит были обвинены в заговоре против Аэция, арестованы в Равенне и убит по приказу самого Аэция.
Предположительно, он был предком консула 511 года Феликса, сыном проконсула Африки Эннодия и отцом Флавия Магна.